# Somatidia villosa
Somatidia villosa är en skalbaggsart som beskrevs av Lea 1929. Somatidia villosa ingår i släktet Somatidia och familjen långhorningar. Inga underarter finns listade i Catalogue of Life.